# Niari
Niari är ett departement i Kongo-Brazzaville. Det ligger i den sydvästra delen av landet, 400 km väster om huvudstaden Brazzaville. Antalet invånare är 325 442.
Niari delas in i distrikten:
- Banda
- Divénié
- Kibangou
- Kimongo
- Londélakayes
- Louvakou
- Makabana
- Mayoko
- Mbinda
- Moungoundou-nord
- Moungoundou-sud
- Moutamba
- Nyanga
- Yaya

samt städerna:
- Dolisie
- Mossendjo